# Lohgraben (Altmühl, Treuchtlingen)
Der Lohgraben ist ein linker Zufluss der Altmühl bei Treuchtlingen im mittelfränkischen Landkreis Weißenburg-Gunzenhausen.

## Geographie

### Verlauf
Der Lohgraben entspringt auf einer Höhe von 449 m ü. NHN im Gebiet der Stadt Weißenburg in Bayern südwestlich von Holzingen und westlich von Emetzheim unmittelbar neben der Kreisstraße WUG 5. Er fließt zunächst in südliche bis südöstliche Richtung und speist einen Kleinteich, nach Queren der Stadtgrenze von Treuchtlingen dann einen größeren Teich mit Vorteich. Dann passiert er die am rechten Ufer liegende Einöde Naßwiesen und knickt vor dem wenig weiter südlich liegenden Weiler Grönhart an einem kleinen Zufluss auf etwa 427 m ü. NHN abrupt auf Westlauf. Auf dem folgenden, etwas längeren unteren Laufabschnitt unterquert er die Kreisstraße WUG 5 und etwas darauf die in der linken Altmühlaue laufende Kreisstraße WUG 3. Dann nimmt er zuletzt noch von rechts den Schertnershofer Graben auf, seinen längsten Zufluss, und mündet auf dem weiten und flachen Talboden des Flusses von links und mit stumpfem Unterlaufwinkel auf etwa 410 m ü. NHN zwischen Lengenfeld und weiter abwärts Bubenheim von links bzw. von Osten in die mittlere Altmühl.
Der 5,2 km lange Bach mündet etwa 39 Höhenmeter unter seinem Ursprung und hat damit ein mittleres Sohlgefälle von etwa 7,5 ‰; auf dem etwa 1,9 km langen Oberlaufabschnitt bis zur Richtungswende sind es fast 12 ‰.

### Einzugsgebiet
Der Lohgraben durchquert eine Offenlandschaft nördlich von Treuchtlingen zwischen dem auf dem Gipfel 511 m ü. NHN Höhe erreichenden Trommetsheimer Berg am Nordwestrand, der höchsten und einzigen bewaldeten Erhebung in seinem etwa 7,9 km² großen Einzugsgebiet, dem nur bis auf 467 m ü. NHN reichenden Hungerberg am Nordostrand und dem mit etwa 474 m ü. NHN ebenfalls merklich flacher zur Talmulde her einfallenden Bubenheimer Berg am Südrand. Das Einzugsgebiet hat fast kreisförmige Kontur, jenseits der nordöstlichen Wasserscheide konkurriert der Wöhrbach zur oberen Schwäbischen Rezat, die hinter der folgenden östlichen und südöstlichen entsteht und das nächste nennenswerte Nachbargewässer ist; auf diesen beiden Abschnitten grenzt das Einzugsgebiet deshalb an die Europäische Hauptwasserscheide zwischen Donau dies- und Rhein jenseits. Die südwestliche Grenze zieht dicht an der Trasse der Altmühl, erst wieder hinter dem Trommetsheimer Berg im Nordwesten läuft mit dem Lüßgraben dieser ein größerer Zufluss zu.